# Julia Fox
Julia Francesca Fox (Milano, 1º febbraio 1990) è un'attrice italiana con cittadinanza statunitense, nota per la sua interpretazione nei film Diamanti grezzi e No Sudden Move.

## Biografia
È nata a Milano, in Italia, da padre statunitense e da madre italiana, che si separarono durante la sua infanzia. Ha trascorso i suoi primi anni di vita coi nonni materni a Saronno (in provincia di Varese), mentre sua madre terminava gli studi universitari. All'età di sei anni si trasferì dal padre, a Yorkville, un quartiere di Manhattan (New York), dove è cresciuta, pur continuando a visitare regolarmente la madre in Italia.
All'età di 14 anni, Fox è tornata a vivere in Italia  presso una famiglia ospitante che viveva vicino alla città natale di sua madre e frequentava una scuola cattolica privata. Le è stato chiesto di lasciare la famiglia ospitante perché fumava e saltava la scuola, quindi ha vissuto da sola nell'appartamento vuoto di sua madre per qualche tempo fino a quando non è tornata a New York.
Da adolescente, Julia ha vissuto periodi da senzatetto e aveva un rapporto difficile con i suoi genitori. Suo padre era "volatile e verbalmente violento" e sua madre era "assente per lunghi periodi". All'età di 15 anni, ha lasciato casa per vivere con il suo ragazzo, che era uno spacciatore, ma dopo che lui è stato incarcerato si è trasferita a casa di un amico. Fox ha concluso la loro relazione dopo che le ha inviato una minaccia di morte che ha preso di mira anche la sua famiglia.
Diplomatasi al City-As-School High School, Fox, prima di intraprendere la carriera d'attrice, ha svolto diversi lavori, tra cui commessa in negozi di calzature, gelati e pasticcerie, oltre a una breve esperienza di sei mesi come dominatrice.
È stata sposata con Peter Artemiev, un pilota privato, dal 2018 al 2021; il 17 gennaio 2021 è nato il figlio della coppia, Valentino. All’inizio del 2022 inizia a frequentare il rapper statunitense Kanye West; la relazione si conclude a febbraio 2022. L'attrice ha dichiarato di aver frequentato West unicamente per «dare alla gente qualcosa di cui parlare» nel mezzo della pandemia di COVID-19.
Nel luglio 2024 ha fatto coming out dichiarandosi lesbica.

### Carriera
Fox ha fondato, assieme all'amica Briana Andalore, una linea di vestiti femminili denominata Franziska Fox. Successivamente ha posato per l'ultima edizione di nudo di Playboy del 2015.
Ha pubblicato due libri di fotografia: Symptomatic of a Relationship Gone Sour: Heartburn/Nausea (2015) e PTSD (2016) e nel 2017 ha organizzato una mostra d'arte intitolata "R.I.P. Julia Fox", in cui ha esposto tele di seta dipinte con il suo sangue.
Il debutto cinematografico arriva nel 2019, grazie al film dei fratelli Safdie Diamanti grezzi: Fox interpreta una commessa del negozio di diamanti di Howard Ratner (protagonista del film, interpretato da Adam Sandler), nonché sua amante. Josh Safdie e Julia Fox si conoscevano da più di un decennio e il regista ha affermato che il ruolo è stato scritto pensando a lei.
Successivamente partecipa al film PVT Chat, diretto da Ben Hozie e proiettato in anteprima al Fantasia International Film Festival, in cui riveste il ruolo di una camgirl. Nel 2021 interpreta Vanessa Capelli, un'avvenente casalinga-dominatrice, nel film No Sudden Move di Steven Soderbergh.
Nell'ottobre del 2023 viene pubblicato un suo libro di memorie, Down the Drain.

## Filmografia

### Attrice

#### Cinema
- The Great American Mud Wrestle, regia di Hunter Ray Barker (cortometraggio, 2018)
- Diamanti grezzi (Uncut Gems), regia di Josh e Benny Safdie (2019)
- PVT Chat, regia di Ben Hozie (2020)
- Paradise, regia di Deni Cheng (cortometraggio, 2020)
- No Sudden Move, regia di Steven Soderbergh (2021)
- Puppet, regia di Adam e Chris Levett (2022)
- Presence, regia di Steven Soderbergh (2024)
- The Trainer, regia di Tony Kaye (2024)
- Idiotka, regia di Nastasya Popov (2025)
- La notte arriva sempre (Night Always Comes), regia di Benjamin Caron (2025)

#### Televisione
- Acting for a Cause – serie TV, episodio 11x01 (2020)
- Ziwe – serie TV, episodio 7x02 (2022)
- Fantasmas – serie TV, episodio 3x01 (2024)
- Adults – serie TV, episodio 6x01 (2025)

#### Videoclip
- JackBoys – JackBoys (2019)
- Nothing Good – Goody Grace feat. G-Eazy, Juicy J (2020)
- 360 – Charli XCX (2024)

## Doppiatrici italiane
Nelle versioni in italiano delle opere in cui ha recitato, Julia Fox Leigh è stata doppiata da:
- Francesca Manicone in Diamanti grezzi
- Benedetta Ponticelli in No Sudden Move
- Erica Necci ne La notte arriva sempre

## Riconoscimenti
- Columbus Film Critics Association
  - 2019 – Candidatura per il miglior artista rivelazione per Diamanti Grezzi[24]
- Chicago Film Critics Association
  - 2019 – Candidatura per la miglior performance rivelazione per Diamanti Grezzi[25]
- Georgia Film Critics Association
  - 2019 – Candidatura per il Breakthrough Award per Diamanti Grezzi[26]
- Gotham Independent Film Awards
  - 2019 – Candidatura al miglior interprete rivelazione per Diamanti Grezzi[27]
- Toronto Film Critics Association
  - 2019 – Candidatura per la migliore attrice non protagonista per Diamanti Grezzi[28]